# Tatul (Aragatsotn)
Pour l’article homonyme, voir Tatul.
Tatul (en arménien Թաթուլ ; jusqu'en 1935 Firmalak puis Areg) est une communauté rurale du marz d'Aragatsotn, en Arménie. Elle compte 790 habitants en 2009.